# Nūzvīd
Nūzvīd är en ort i Indien.   Den ligger i distriktet Krishna och delstaten Andhra Pradesh, i den södra delen av landet, 1 400 km söder om huvudstaden New Delhi. Nūzvīd ligger 112 meter över havet och antalet invånare är 53 391.
Terrängen runt Nūzvīd är platt. Runt Nūzvīd är det tätbefolkat, med 356 invånare per kvadratkilometer. Nūzvīd är det största samhället i trakten. Trakten runt Nūzvīd består till största delen av jordbruksmark.